# Старый Пистим
Старый Пистим — упразднённая деревня, располагавшаяся на территории Александровского муниципального округа Пермского края России.

## География
Урочище находится в северо-восточной части края, в предгорьях Среднего Урала, в подзоне средней тайги, на левом берегу реки Большой Пистим, на расстоянии приблизительно 11 километров (по прямой) к юго-западу от города Александровска, административного центра округа. Абсолютная высота — 178 метров над уровнем моря.

### Климат
Климат характеризуется как умеренно континентальный, влажный, с холодной продолжительной снежной зимой и сравнительно коротким тёплым летом. Среднегодовая температура воздуха — −0,5…+0,5 °C. Средняя температура воздуха самого холодного месяца (января) — −16,5 °C (абсолютный минимум — −54 °С), средняя температура самого тёплого (июля) — +16,5 °С (абсолютный максимум — +36,5 °С). Годовое количество атмосферных осадков составляет около 600—800 мм, из которых большая часть выпадает в тёплый период. Снежный покров держится в течение 170—180 дней.

## История
Основана в период между 1788 и 1795 годами.
В «Списке населенных мест Российской империи» 1869 года населённый пункт упомянут как деревня Пыстим (Пистима) Соликамского уезда (2-го стана) Пермской губернии, при речке Пыстиме, расположенная в 108,5 верстах от уездного города. В деревне насчитывалось 8 дворов и проживало 54 человека (27 мужчин и 27 женщин).
В 1908 году в деревне Старый Пистим, относящейся к Мало-Вильвенскому обществу Кизеловской волости Соликамского уезда, имелось 10 дворов и проживало 68 человек (31 мужчина и 37 женщин). В этноконфессиональном составе населения того периода преобладали русские православного вероисповедания.
По данным переписи 1926 года имелось 14 хозяйств и проживало 77 человек (40 мужчин и 37 женщина), русских по национальности. В административном отношении входила в состав Маловильвенского сельсовета Соликамского района Верхне-Камского округа Уральской области.
В 1963 году числилась как населённый пункт Маловильвенского сельсовета, проживало 22 человека. Упразднена в 1971 году.